# IC 1585
IC 1585 је галаксија у сазвјежђу Андромеда која се налази на листи објеката дубоког неба у Индекс каталогу.
Деклинација објекта је + 23° 3' 15" а ректасцензија 0h 47m 14,2s. Привидна величина (магнитуда) објекта IC 1585 износи 14,6 а фотографска магнитуда 15,6. IC 1585 је још познат и под ознакама MCG 4-3-2, CGCG 480-5, NPM1G +22.0034, PGC 2764.